# Даль, Фридрих
Фридрих Даль (нем. Friedrich Dahl; 24 июня 1856 — 29 июня 1929) — немецкий зоолог, в первую очередь арахнолог.
Будучи сыном фермера, учился в университетах Лейпцига, Фрайбурга, Берлина и Киля. Совершил поездки в государства (будущие) Балтии и на Архипелаг Бисмарка (у Новой Гвинеи). Интересовался также биогеографией и поведением животных. С 1 апреля 1898 года — куратор арахнид в берлинском Музее естествознания. После этого он жил в Берлине до выхода на пенсию, в этом же музее хранится коллекция учёного. Описывал виды из многих групп, но в первую очередь пауков.
В 1899 году женился на Марии Даль (1872—1972), также исследователе. В его честь назван вид змей Tropidonophis dahlii, а также вид птиц Rhipidura dahli.